# 격류
격류는 한국에서 제작된 홍성기 감독의 1961년 영화이다. 김지미 등이 주연으로 출연하였고 임진빈 등이 제작에 참여하였다.

## 출연

### 주연
- 김지미
- 김동원
- 김진규

## 제작진
- 조명: 방기찬
- 미술: 임명선